# Heiko Balz
Heiko Balz (ur. 17 września 1969 w Burgu) – wschodnioniemiecki, a potem niemiecki zapaśnik walczący w stylu wolnym. Srebrny medalista olimpijski z Barcelony 1992 i dwunasty w Atlancie 1996. Walczył w kategorii 90 – 100 kg.
Brązowy medalista mistrzostw świata w 1991 i 1993. Zdobył cztery medale mistrzostw Europy w latach 1991 – 1996. Drugi w Pucharze Świata w 1999 i czwarty w 1997. Drugi na igrzyskach Bałtyckich w 1997. Mistrz świata młodzieży w 1989 roku.
Trzeci na mistrzostwach NRD w 1989. Mistrz Niemiec w 1991, 1992, 1994, 1998, 1999 i 2000; drugi w 1993, 1995, 1996 i 1997 roku.